# Kartoffelsuppe
La Kartoffelsuppe (dal tedesco "zuppa di patate") o Erdäpfelsuppe è un piatto tradizionale tedesco e austriaco.
Oltre ai tuberi tagliati a pezzettoni o ridotti in poltiglia, le cipolle e il brodo, la zuppa di patate contiene ingredienti aggiuntivi che variano da ricetta a ricetta, tra cui funghi, sedano, pane a cubetti, speck, salsicce, o altri alimenti a base di carne.